# Tiểu bang Hoa Kỳ
Tiểu bang Hoa Kỳ (tiếng Anh: U.S. state) là 50 tiểu bang cùng thủ đô Washington, D.C. tạo thành Hợp chúng quốc Hoa Kỳ. Mỗi tiểu bang chia sẻ chủ quyền của mình với chính phủ liên bang Hoa Kỳ. Theo luật Hoa Kỳ, các tiểu bang được xem là các thực thể có chủ quyền, nghĩa là quyền lực của các tiểu bang trực tiếp đến từ người dân của các tiểu bang đó chứ không phải là đến từ chính phủ liên bang. Chính phủ liên bang Hoa Kỳ lúc đầu được thành lập khi các tiểu quốc (bang) có chủ quyền gửi một số đại diện cho chủ quyền của mình đến tham gia vào chính phủ trung ương. Tuy nhiên chủ quyền mà họ gửi đến trung ương không phải là toàn bộ vì vậy chính phủ liên bang được hưởng chủ quyền có giới hạn và các tiểu bang vẫn duy trì được bất cứ phần chủ quyền nào mà họ chưa từng nhượng lại cho chính phủ liên bang qua đại diện của họ. Vì sự chia sẻ chủ quyền như thế nên một người Mỹ vừa là công dân của toàn liên bang vừa là công dân của tiểu bang mình. Bốn tiểu bang sử dụng danh xưng chính thức là thịnh vượng chung hơn là tiểu bang. Tình trạng công dân của tiểu bang thì linh động và việc đi lại giữa các tiểu bang là tự do, không cần có sự chấp thuận của chính phủ liên bang hay tiểu bang (ngoại trừ những trường hợp tội phạm đang bị quản thúc).
Hiến pháp Hoa Kỳ phân chia quyền lực giữa hai cấp bậc chính quyền. Bằng việc chấp thuận thông qua Hiến pháp Hoa Kỳ, người dân của các tiểu bang đã thuyên chuyển một số quyền lực có giới hạn của chủ quyền tiểu bang sang cho chính phủ liên bang. Theo tu chính án 10, tất cả quyền lực chưa được trao cho chính phủ liên bang Hoa Kỳ, hoặc bị cấm chuyển giao, đều được các tiểu bang hoặc nhân dân tiểu bang đó giữ lại. Trong lịch sử, các nhiệm vụ như an ninh công cộng (có nghĩa là kiềm chế tội phạm), giáo dục công cộng, ý tế công cộng, giao thông và hạ tầng cơ sở thông thường được xem là trách nhiệm chính của tiểu bang mặc dù tất cả những nhiệm vụ này hiện nay cũng do chính phủ liên bang tài trợ và áp đặt những quy định khá nổi bật (phần lớn dựa vào điều khoản nói về thương mại, điều khoản về thuế và chi tiêu, và điều khoản về nhu yếu và hợp lý được nêu trong Hiến pháp Hoa Kỳ).
Theo thời gian, Hiến pháp Hoa Kỳ được tu chính nhiều lần. Kết quả là sự diễn giải và việc áp dụng các điều khoản của Hiến pháp cũng thay đổi theo. Chiều hướng tổng thể hiện nay là đang đi dần về hướng tập quyền và hợp nhất với việc chính phủ liên bang đóng một vai trò rộng lớn hơn nhiều so với xưa kia. Có một cuộc tranh luận đang tiếp diễn về quyền của các tiểu bang liên quan đến tầm mức và bản chất quyền lực và chủ quyền của các tiểu bang so với chính phủ liên bang cũng như quyền của từng cá nhân.
Quốc hội Hoa Kỳ có thể thu nhận thêm các tiểu bang mới trên căn bản bình quyền với các tiểu bang hiện hữu; điều này đã xảy ra gần đây nhất là vào năm 1959 khi Hawaii và Alaska được thu nhận vào liên bang. Trong tương lai, Quốc hội Hoa Kỳ có thể sẽ xem xét thu nhận Puerto Rico thành tiểu bang thứ 51 vì theo cuộc trưng cầu dân ý được tổ chức vào ngày 6 tháng 11 năm 2012, cử tri Puerto Rico đã bác bỏ sít sao tình trạng chính trị hiện tại (câu hỏi thứ nhất) và chấp thuận áp đảo việc trở thành tiểu bang của Hoa Kỳ như là một chọn lựa ưng ý (câu hỏi thứ hai). 
Hiến pháp Hoa Kỳ không có đề cập đến câu hỏi rằng liệu các tiểu bang có quyền đơn phương rời bỏ, hay ly khai khỏi liên bang hay không nhưng Tối cao Pháp viện Hoa Kỳ đã có phán quyết rằng ly khai là vi hiến, đây là một lập trường bị tác động một phần bởi kết quả của cuộc Nội chiến Hoa Kỳ.

## Quyền lực của liên bang
Từ thập niên 1930, Tối cao Pháp viện Hoa Kỳ đã diễn giải Mệnh đề Thương mại nằm trong Hiến pháp Hoa Kỳ theo cách mở rộng làm cho tầm mức quyền lực liên bang mở rộng đáng kể. Ví dụ, Quốc hội Hoa Kỳ có thể đưa ra những quy định kiểm soát giao thông đường sắt nào chạy qua ranh giới giữa các tiểu bang. Tuy nhiên quốc hội cũng có thể đưa ra những quy định kiểm soát giao thông đường sắt chỉ nằm hoàn toàn bên trong một tiểu bang, dựa trên ý tưởng cho rằng giao thông nằm hoàn toàn trong một tiểu bang vẫn có thể gây ra ảnh hướng đối với nền thương mại liên-tiểu bang.
Một nguồn quyền lực khác của Quốc hội là quyền chi tiêu - đó là khả năng của quốc hội áp đặt các loại thuế đồng bộ trên khắp Hoa Kỳ và rồi phân phát nguồn tiền thuế thu được trở về các tiểu bang (theo những điều kiện mà Quốc hội ấn định). Một ví dụ cổ điển của vấn đề này là hệ thống quốc lộ do liên bang tài trợ trong đó bao gồm Hệ thống Xa lộ Liên tiểu bang. Hệ thống này được chính phủ liên bang tài trợ và quản lý nhưng nó cũng phục vụ lợi ích của các tiểu bang. Bằng cách đe dọa giữ lấy tiền quỹ xa lộ liên bang, như được phán quyết trong vụ kiện South Dakota đối đầu Dole, Quốc hội Hoa Kỳ đã có thể gây áp lực với các nghị viện tiểu bang thông qua vô số các luật lệ khác nhau. Mặc dù một số tiểu bang chống đối rằng điều này vi phạm quyền của tiểu bang nhưng Tối cao Pháp viện Hoa Kỳ vẫn giữ nguyên phán quyết theo hướng thuận lợi cho Quốc hội Hoa Kỳ vì cho rằng Quốc hội đã sử dụng hợp lý Mệnh đề Chi tiêu nằm trong Hiến pháp Hoa Kỳ.

## Chính quyền tiểu bang
Mỗi tiểu bang được quyền tự do tổ chức chính quyền cá biệt của mình theo bất cứ hình thức nào mà mình thích miễn sao chính quyền tiểu bang phải tuân thủ một điều kiện duy nhất của Hiến pháp Hoa Kỳ rằng họ có "một chính thể cộng hòa" (có nghĩa rằng mỗi chính phủ tiểu bang phải là một chính phủ cộng hòa; nó không có ý nói đến đảng Cộng hòa, là đảng chưa được thành lập cho mãi đến năm 1854—trên 60 năm sau khi Hiến pháp Hoa Kỳ được thông qua). Trên thực tế, mỗi tiểu bang đều áp dụng một hệ thống chính quyền gồm ba ngành (lập pháp, hành pháp và tư pháp) giống như chính phủ liên bang - mặc dù điều này không phải là bắt buộc.

### Hành pháp
Thống đốc tiểu bang, “tổng thống tiểu bang”, người này sau đó chọn lựa các thành viên nội các của mình để những thành viên này chịu trách nhiệm đối với mình thì đa số các tiểu bang có một "hệ thống hành pháp đa diện" trong đó nhiều thành viên khác nhau của ngành hành pháp được người dân trực tiếp bầu lên. Như thế, những người này phục vụ trong vai trò là thành viên của ngành hành pháp nhưng không phải chịu sự kiềm chế hay chi phối của tổng thống và tổng thống cũng không thể bãi chức họ.

### Lập pháp
Ngành lập pháp của 49 trong số 50 tiểu bang gồm có hai viện: một hạ viện (tiếng Anh gọi là House of Representatives, State Assembly hay House of Delegates) và một thượng viện nhỏ hơn, luôn được gọi trong tiếng Anh là Senate. Ngoại lệ là ngành lập pháp độc viện của tiểu bang Nebraska có một viện duy nhất.
Khác biệt chính giữa các tiểu bang là rằng nhiều tiểu bang ít dân số có các nghị viện bán-thời gian trong khi các tiểu bang có dân số đông thì có chiều hướng là những nghị viện toàn thời gian. Tiểu bang Texas, tiểu bang đông dân thứ hai, là một ngoại lệ đáng nói: trừ khi có các phiên họp đặc biệt, ngành lập pháp Texas bị pháp luật hạn chế thời gian hoạt động là 140 ngày cho mỗi hai năm.
Trong vụ kiện Baker đối đầu Carr (1962) và Reynolds đối đầu Sims (1964), Tối cao Pháp viện Hoa Kỳ phán quyết rằng tất cả các tiểu bang phải tuân thủ việc bầu lên ngành lập pháp của mình trong một thể thức sao cho mỗi công dân tiểu bang đều có một cấp độ đại diện tương đồng. Điều này được hiểu theo ý nghĩa phổ thông là "một người một phiếu bầu". Trong thực tế, đa số tiểu bang chọn bầu các nhà lập pháp theo từng khu vực và chỉ chọn một người duy nhất cho từng khu vực bầu cử. Các khu vực bầu cử như thế có dân số xấp xỉ bằng nhau. Một số tiểu bang khác như Maryland và Vermont, phân chia tiểu bang của mình thành những khu vực bầu cử khác nhau: có khu chỉ chọn duy nhất một thành viên lập pháp, có khu chọn nhiều thành viên lập pháp tùy thuộc vào dân số của từng khu. Ví dụ khu vực bầu cử chọn hai đại biểu phải có dân số xấp xỉ gấp đôi khu bầu cử chọn một đại biểu và theo tỉ lệ như vậy cho các khu bầu cử chọn nhiều đại biểu hơn.

### Tư pháp
Tiểu bang cũng có thể tổ chức hệ thống tư pháp khác biệt so với hệ thống tư pháp liên bang miễn sao các tòa án này bảo vệ quyền hiến định của công dân tiểu bang theo đúng trình tự pháp lý công chính. Đa số tiểu bang có một tòa án cấp bậc xét xử được gọi là District Court hay Superior court, một tòa án thượng thẩm cấp một thường được gọi là Court of Appeal hay Appeals, và một tối cao pháp viện. Tuy nhiên, tiểu bang Oklahoma và Texas có các tòa án cấp bật cao nhất riêng biệt để xem xét chống án cho các vụ án tội phạm. Tiểu bang New York nổi tiếng vì sử dụng thuật từ khác thường như việc tòa án xét xử được gọi là Tối cao Pháp viện. Các vụ chống án được đưa đến Tối cao Pháp viện thuộc Phân bộ Thượng thẩm, và từ đó được đưa lên Tòa Thượng thẩm. Đa số tiểu bang sử dụng luật phổ thông của Anh làm căn bản cho hệ thống pháp lý của mình, trừ tiểu bang Louisiana là đặc biệt vì áp dụng phần lớn hệ thống pháp lý của mình dựa trên căn bản luật dân sự của Pháp.
Chỉ có một ít tiểu bang chọn lựa việc cho phép các quan tòa tại các toà án tiểu bang phục vụ trọn đời. Đa số các quan tòa tiểu bang trong đó có các thẩm phán tại các tòa án cấp cao nhất đều được bầu lên hay được bổ nhiệm với những nhiệm kỳ phục vụ có giới hạn số năm, ví dụ là 5 năm. Họ thường được bầu lại hay bổ nhiệm lại nếu như họ được xét thấy là làm việc đáng được ngồi lại tại chức.

### Ngân sách
Năm 2010, mục chi tiêu lớn nhất từ ngân sách của đa số các tiểu bang là hệ thống giáo dục công cộng.
Năm 2010, 41 tiểu bang trả lương cho nhân viên chính quyền nhiều hơn là trong lãnh vực tư nhân. Tiền lương trung bình nhiều hơn kể từ năm 2003 phần lớn là do giá cả chăm sóc sức khỏe tăng cao đối với các công nhân làm việc cho tư nhân và lợi ích hồi hưu gia tăng cho nhân viên chính quyền.

## Mối quan hệ
Theo Điều khoản 4 Hiến pháp Hoa Kỳ là điều khoản phác thảo ra mối quan hệ giữa các tiểu bang thì Quốc hội Hoa Kỳ có quyền cho phép các tiểu bang mới được gia nhập vào liên bang. Các tiểu bang được yêu cầu phải đặt niềm tin và tín nhiệm hoàn toàn đối với các đạo luật của ngành lập pháp và tòa án của nhau, thường thường bao gồm việc công nhận các bản khế ước pháp lý, hôn thú, các phán quyết đối với tội phạm, và đặc biệt là trước năm 1865 còn có tình trạng của người nô lệ. Nghiêm cấm các tiểu bang kỳ thị công dân của các tiểu bang khác về quyền cơ bản của họ chiếu theo Mệnh đề Miễn trừ và Đặc quyền (Privileges and Immunities Clause) trong Hiến pháp. Các tiểu bang được chính phủ liên bang bảo đảm về dân phòng và quân sự và ngược lại chính phủ liên bang cũng được yêu cầu là phải chắc chắn rằng mỗi tiểu bang vẫn luôn là một nền cộng hòa.
Bốn tiểu bang sử dụng danh xưng thịnh vượng chung hơn là tiểu bang. Tuy nhiên, đây là chỉ là hình thức khác biệt trên giấy tờ vì Hiến pháp Hoa Kỳ gọi chung tất cả là "các tiểu bang", như trong Điều khoản 1, Đoạn 2, Mệnh đề 1 của Hiến pháp nói về Hạ viện Hoa Kỳ có ghi rằng những dân biểu phải được bầu lên bởi người dân của "các tiểu bang". Hơn nữa, Điều khoản 1, Đoạn 3, Mệnh đề 1 nói về Thượng viện Hoa Kỳ có ghi rằng mỗi "tiểu bang" được hai thượng nghị sĩ. Như vậy, tất cả các thịnh vượng chung như đã nói ở trên đều được tính như là các tiểu bang.

## Gia nhập liên bang

Các tiểu bang Hoa Kỳ được sắp xếp theo ngày trở thành tiểu bang
1776–1790
1791–1799
1800–1819
1820–1839
1840–1859
1860–1879
1880–1899
1900–1950
1950–1959

Thứ tự mà 13 thuộc địa ban đầu thông qua Hiến pháp Hoa Kỳ, rồi sau đó là thứ tự mà các tiểu bang khác gia nhập liên bang.

Kể từ khi thành lập Hợp chúng quốc châu Mỹ (Hoa Kỳ), con số các tiểu bang mở rộng từ 13 lên đến 50. Hiến pháp Hoa Kỳ chỉ nói khá ngắn gọn về tiến trình mà các tiểu bang mới có thể được thêm vào liên bang như sau "các tiểu bang mới có thể được Quốc hội Hoa Kỳ cho phép gia nhập" và cấm một tiểu bang mới được thành lập từ lãnh thổ của một tiểu bang hiện hữu, hay nhập hai hoặc nhiều tiểu bang lại thành một mà không có sự ưng thuận của cả Quốc hội Hoa Kỳ và tất cả các nghị viện tiểu bang có liên quan.
Trong thực tế, đa số các tiểu bang được phép gia nhập liên bang, sau 13 tiểu bang ban đầu, đều được thành lập từ các lãnh thổ hợp nhất có tổ chức. Các lãnh thổ này là những vùng đất nằm dưới chủ quyền của chính phủ liên bang nhưng không phải là một phần đất nào của bất cứ tiểu bang nào. Phần lớn là những vùng đất mới mà Hoa Kỳ chiếm được hay thu được khi mở rộng lãnh thổ trong lịch sử. Quốc hội Hoa Kỳ sử dụng Mệnh đề Lãnh thổ nằm trong Điều khoản IV, Đoạn 3, Hiến pháp Hoa Kỳ để tổ chức chính quyền tự trị cho các lãnh thổ này nhưng chúng vẫn nằm dưới thẩm quyền toàn phần của Quốc hội. Các trường hợp ngoại lệ còn gồm có ba tiểu bang đã được tách ra từ phần đất của các tiểu bang gốc với sự cho phép của nghị viện của các tiểu bang đó: Vermont, tiểu bang thứ 14; Kentucky, tiểu bang thứ 15; Tây Virginia, tiểu bang thứ 36; và rồi Texas, một Cộng hòa Texas độc lập trong một thập niên, tiểu bang thứ 34; và California, được gia nhập liên bang vào năm 1850 trực tiếp từ phần đất mới thu được từ tay México.
Nói chung, chính quyền được tổ chức của một lãnh thổ luôn tìm cách tạo cho dân chúng của mình mong muốn được trở thành tiểu bang. Lúc đó, Quốc hội chỉ đạo cho chính quyền lãnh thổ tổ chức một hội nghị hiến pháp để viết ra hiến pháp tiểu bang. Sau khi hiến pháp tiểu bang được chấp thuận, Quốc hội Hoa Kỳ luôn chấp thuận cho phép lãnh thổ đó trở thành tiểu bang. Những phác thảo tổng thể trong tiến trình này được thiết lập bởi Sắc lệnh Tây Bắc (Northwest Ordinance) năm 1787 mà đã có từ trước khi Hiến pháp Hoa Kỳ được thông qua.
Tuy nhiên, Quốc hội có quyền lực tối hậu đối với việc cho phép các tiểu bang mới gia nhập liên bang và không bị ràng buộc phải theo đúng tiến trình. Một số ít tiểu bang của Hoa Kỳ (không kể 13 tiểu bang gốc) chưa bao giờ được tổ chức thành những lãnh thổ của chính phủ liên bang nhưng vẫn được chấp thuận gia nhập liên bang:
- Vermont, trên thực tế là một nước cộng hòa độc lập tuy chưa được công nhận cho đến khi gia nhập liên bang năm 1791
- Kentucky, một phần đất của Virginia cho đến khi gia nhập liên bang năm 1792
- Maine, một phần đất của Massachusetts cho đến khi gia nhập liên bang năm 1820 theo sau Thỏa ước Missouri
- Texas, một nước cộng hòa độc lập được công nhận cho đến khi gian nhập liên bang năm 1845
- California, được lập thành tiểu bang (như một phần của Thỏa ước 1850) từ lãnh thổ chưa được tổ chức của Nhượng địa Mexico năm 1850 mà không phải trải qua thời kỳ làm lãnh thổ được tổ chức
- Tây Virginia, được thành lập từ những vùng đất của Virginia muốn tái gia nhập vào liên bang năm 1863 sau khi Virginia ly khai liên bang năm 1861 để gia nhập Liên minh miền Nam Hoa Kỳ

Quốc hội Hoa Kỳ cũng không bị bắt buộc phải thu nhận các tiểu bang mới thậm chí tại những vùng mà dân chúng tỏ ra mong muốn trở thành tiểu bang của Hoa Kỳ. Ví dụ, Cộng hòa Texas đã yêu cầu Hoa Kỳ sáp nhập mình vào liên bang năm 1837, nhưng vì Hoa Kỳ sợ phải có xung đột với Mexico nên Hoa Kỳ phải trì hoãn thu nhận Texas đến 9 năm. Lãnh thổ Utah bị từ chối xin gia nhập liên bang trong nhiều thập niên vì không hài lòng với sự chi phối của Giáo hội Các Thánh hữu Ngày sau của Chúa Giêsu Kitô tại lãnh thổ. Giáo hội này muốn đặt tên cho vùng này là "Deseret" (Kinh thánh Đạo Mormon) vì liên hệ của giáo hội với Đạo Mormon, và đặc biệt nhất là sự thực hành chế độ đa thê ngày đó của Đạo Mormon. Một khi được thành lập, ranh giới của các tiểu bang phần lớn là không thay đổi. Ngoại trừ các trường hợp như việc Maryland và Virginia nhượng đất của mình cho chính phủ liên bang thành lập Đặc khu Columbia (phần đất của Virginia sau đó được trả lại) và trường hợp lập ra các tiểu bang từ các tiểu bang đã có trong đó phải kể là việc thành lập tiểu bang Kentucky và Tây Virginia từ Virginia, Maine từ Massachusetts, và Tennessee từ Bắc Carolina.

### Các tiểu bang mới khả dĩ

#### Puerto Rico
Ngày nay, có một vài lãnh thổ của Hoa Kỳ còn sót lại mà có thể có tiềm năng trở thành các tiểu bang mới. Ứng viên khả dĩ nhất có thể là Puerto Rico. Puerto Rico đã nằm dưới chủ quyền của chính phủ liên bang Hoa Kỳ hơn một thế kỷ và người Puerto Rico là công dân Hoa Kỳ kể từ năm 1917; nhưng tình trạng chính trị tối hậu của hòn đảo này vẫn chưa được định đoạt tính đến năm 2011. Vì là một lãnh thổ, không phải là tiểu bang của Hoa Kỳ nên cư dân của nó không có đại biểu có quyền biểu quyết trong Quốc hội Hoa Kỳ. Quốc hội Hoa Kỳ đã chỉ thị cho chính quyền địa phương tổ chức đại hội hiến pháp để viết ra Hiến pháp Puerto Rico năm 1951. Hiến pháp này được cử tri đoàn Puerto Rico, Quốc hội và Tổng thống Hoa Kỳ chấp thuận vào năm 1952. Puerto Rico chính thức đặt tên cho mình là "Thịnh vượng chung Puerto Rico". Hiện nay, Puerto Rico chỉ có một đại biểu không quyền biểu quyết trong Quốc hội Hoa Kỳ, được gọi là Ủy viên Cư dân Puerto Rico. Tổng thống George H. W. Bush ban hành một bản ghi nhớ ngày 30 tháng 11 năm 1992 đến các bộ trưởng và những người đứng đầu các cơ quan nhằm thiết lập mối quan hệ hành chính hiện thời giữa chính phủ liên bang và Thịnh vượng chung Puerto Rico. Bản ghi nhớ này chỉ thị cho tất cả các bộ hành chính, cơ quan và viên chức liên bang đối xử với Puerto Rico về mặt hành pháp giống như là một tiểu bang.
Chính quyền thịnh vượng chung đã tổ chức một số cuộc trưng cầu dân ý về vấn đề tình trạng chính trị trong một vài thập niên qua mặc dù Quốc hội Hoa Kỳ không công nhận những cuộc trưng cầu dân ý này là có giá trị; tất cả các cuộc trưng cầu cho thấy kết quả chiến thắng khích khao ủng hộ tình trạng chính trị như hiện nay hơn là trở thành tiểu bang trong khi đó vấn đề độc lập chỉ thu được một con số ít ỏi phiếu bầu. Ngày 23 tháng 12 năm 2000, Tổng thống Bill Clinton ký Lệnh hành pháp 13183, thiết lập Lực lượng Đặc nhiệm Tổng thống đặc trách về Tình trạng chính trị của Puerto Rico và những luật lệ thành viên cho nó. Đoạn 4 trong Lệnh hành pháp 13183 (như đã được tu chính bởi Lệnh hành pháp 13319) chỉ thị cho lực lượng đặc nhiệm "báo cáo các công tác của lực lượng cho tổng thống... về tiến triển đã được thực hiện trong việc quyết định tình trạng tối hậu của Puerto Rico".
Tổng thống George W. Bush ký thêm một tu chính án của Lệnh hành pháp 13183 ngày 3 tháng 12 năm 3, 2003, thành lập các đồng-chủ tọa hiện tại và chỉ thị cho lực lượng đặc nhiệm phát hành các bản báo cáo khi cần thiết, nhưng không dưới một lần báo cáo cho mỗi 2 năm. Tháng 12 năm 2005, lực lượng đặc nhiệm tổng thống đề nghị một loại trưng cầu dân ý mới về vấn đề này; nếu Quốc hội Hoa Kỳ biểu quyết theo như sự đề nghị của lực lượng đặc nhiệm thì nó sẽ trải đường cho các cuộc bầu cử được Quốc hội Hoa Kỳ hậu thuẫn lần đầu tiên về tình trạng chính trị của hòn đảo, và (có tiềm năng) hòn đảo trở thành tiểu bang vào năm 2011. Bản báo cáo tình trạng tháng 12 năm 2007 của lực lượng đặc nhiệm tái lập lại và xác nhận những lời đề nghị của lực lượng vào năm 2005.
Ngày 29 tháng 4 năm 2010, Hạ viện Hoa Kỳ biểu quyết với tỉ lệ 223–169 chấp thuận Đạo luật Dân chủ Puerto Rico 2010 nhằm tiến hành việc cho phép Puerto Rico tự quyết định xếp đặt một cuộc trưng cầu dân ý mới mà trải đường cho một cuộc biểu quyết do Quốc hội Hoa Kỳ hậu thuẫn lần đầu tiên về tình trạng chính trị của hòn đảo, và (có tiềm năng) trở thành tiểu bang của Hoa Kỳ vào năm 2011. Tuy nhiên, đạo luật này không được Thượng viện Hoa Kỳ chấp thuận và sau đó bị khai tử khi Quốc hội Hoa Kỳ lần thứ 111 khai mạc.

#### Washington D.C.
Ý định của những vị cha già dân tộc Mỹ là thủ đô của Hoa Kỳ phải ở một nơi trung lập, không thiên vị bất cứ tiểu bang nào; kết quả là, Đặc khu Columbia được thành lập năm 1800 để làm nơi làm việc chính thức của chính phủ liên bang. Cư dân của Đặc khu không có người đại diện toàn phần cho họ trong Quốc hội Hoa Kỳ cũng như họ không có một chính quyền được bầu lên có chủ quyền (cư dân của Đặc khu được chia 3 đại cử tri tổng thống theo tu chính án hiến pháp 23, và có một đại biểu không quyền biểu quyết trong Quốc hội Hoa Kỳ). Một số cư dân trong Đặc khu ủng hộ việc đặc khu trở thành tiểu bang với một số hình thức như - toàn thể đặc khu trở thành tiểu bang hay chỉ một phần nào đó của đặc khu và phần còn lại vẫn nằm dưới thẩm quyền liên bang. Mặc dù tình trạng tiểu bang tại Đặc khu vẫn luôn là câu hỏi chính trị sống động nhưng viễn cảnh vận động cho chiều hướng đó trong tương lai gần thì dường như mù mịt. Thay vào đó, người ta nhấn mạnh đến việc tiếp tục duy trì chính quyền tự quản trong khi đó mong muốn Đặc khu được ban cho một phiếu bầu tại Quốc hội.
Theo Điều khoản IV, Đoạn 3 Hiến pháp Hoa Kỳ, "các tiểu bang mới có thể được thu nhận vào liên bang này bởi Quốc hội Hoa Kỳ; nhưng không có tiểu bang mới nào được thành lập hay được dựng lên trong khu vực thẩm quyền của bất cứ tiểu bang nào khác; cũng không có bất cứ tiểu bang nào được thành lập bằng cách nhập hai hoặc nhiều hơn các tiểu bang lại với nhau, hay những phần đất của các tiểu bang mà không có sự ưng thuận của các nghị viện của các tiểu bang có liên quan cũng như của Quốc hội Hoa Kỳ." Đây là trường hợp khi Maine được tách ra khỏi Massachusetts; và khi Tây Virginia được tách ra từ Virginia trong cuộc Nội chiến Hoa Kỳ. Khi Texas được phép gia nhập vào liên bang năm 1845, nó lớn hơn bất cứ tiểu bang nào khác rất nhiều và đặc biệt là nó được quyền phân chia chính nó lên thành 5 tiểu bang khác nhau.

### Những thực thể không được công nhận
- Tiểu bang Franklin tồn tại khoảng bốn năm, không bao lâu sau khi kết thúc cuộc Cách mạng Mỹ nhưng nó chưa bao giờ được liên bang công nhận. Sau cùng liên bang công nhận tuyên bố chủ quyền của Bắc Carolina trên khu vực này. Đa số các tiểu bang mong muốn công nhận tiểu bang Franklin, nhưng con số tiểu bang ủng hộ thiếu 2/3 đa số cần thiết bắt buộc để thu nhận một lãnh thổ thành tiểu bang theo Các điều khoản Hợp bang. Sau này lãnh thổ bao gồm Franklin trở thành một phần của tiểu bang Tennessee.
- Tiểu bang Jefferson
  - Ngày 24 tháng 7 năm 1859, cử tri đánh bại việc đề nghị thành lập tiểu bang Jefferson ở miền Nam Rặng Thạch Sơn. Ngày 24 tháng 10 năm 1859, thay vào đó cử tri chấp thuận việc thành lập Lãnh thổ Jefferson mà sau này được thay thế bởi Lãnh thổ Colorado ngày 28 tháng 2 năm 1861.
  - Năm 1915, một Tiểu bang Jefferson thứ hai được đề nghị cho khu vực rộng một phần ba Texas nằm ở phía bắc nhưng không đạt được đa số phiếu ủng hộ từ Quốc hội Hoa Kỳ.
  - Năm 1941, một Tiểu bang Jefferson thứ ba được đề nghị nằm trong khu vực phần lớn là nông thôn của miền Nam Oregon và miền Bắc California, nhưng bị hủy bỏ vì Nhật Bản tấn công Trân Châu Cảng. Kể từ đó việc đề nghị này vẫn đưa đưa ra một số lần nữa.
- Tiểu bang Lincoln
  - Lincoln là một tiểu bang khác được đề nghị thành lập nhiều lần. Đại thể nó bao gồm phần phía đông của tiểu bang Washington và vùng cán chảo hay phần phía bắc của Idaho. Ban đầu nó được chính Idaho đề nghị năm 1864 bao gồm phần vùng cán chảo của Idaho, và lần nữa vào năm 1901 bao gồm Đông Washington. Các lần đề nghị được đưa ra vào năm 1996, 1999, và 2005.
  - Lincoln cũng là cái tên của một tiểu bang được đề nghị nhưng thất bại sau Nội chiến Hoa Kỳ năm 1869. Phần tây nam của Texas được đề nghị với Quốc hội Hoa Kỳ để thành lập một tiểu bang mới trong thời kỳ tái thiết chính phủ liên bang sau Nội chiến Hoa Kỳ
- Tiểu bang Muskogee (tại Florida năm 1800), một tiểu bang không được thừa nhận, có dân số người bản thổ Mỹ rất đông
- Tiểu bang Superior
  - Một tiểu bang được đề nghị thành lập từ bán đảo trên (Upper Peninsular) của tiểu bang Michigan (Michigan gồm có hai bán đảo không dính liền nhau: phía bắc là "bán đảo trên" và phía nam là "bán đảo dưới"). Một vài nhà lập pháp đáng chú ý trong đó có nhà chính trị địa phương tên là Dominic Jacobetti chính thức tìm cách đưa ra dự luật nhằm thành lập một tiểu bang như thế vào thập niên 1970 nhưng không thành công. Nếu nó là một tiểu bang, nó sẽ có dân số nhỏ nhất Hoa Kỳ vào lúc đó và cho đến cả ngay bây giờ. Với dân số 320.000 người, nó chỉ bằng 60% dân số của tiểu bang Wyoming, và ít hơn 50% dân số của tiểu bang Alaska. Một tiểu bang như vậy sẽ có diện tích đất đứng thứ 40 trên 50 tiểu bang của Hoa Kỳ.
- Tiểu bang Deseret
  - Tiểu bang Deseret là một tiểu bang lâm thời của Hoa Kỳ, được những người định cư theo đạo Mormon tại Thành phố Salt Lake đề nghị thành lập vào năm 1849. Tiểu bang lâm thời này tồn tại trong hai năm và chưa từng được Quốc hội Hoa Kỳ chấp thuận. Các tên của nó được lấy từ tên "Deseret" (có nghĩa là "ông mật"]] trong thánh kinh của đạo Mormon.

## Ly khai
Hiến pháp Hoa Kỳ vắng tiếng đối với vấn đề một tiểu bang ly khai khỏi liên bang. Tuy nhiên, tài liệu tiền thân của nó là Các điều khoản Hợp bang có nói rằng Hợp chúng quốc "sẽ là vĩnh viễn". Câu hỏi là liệu các cá thể tiểu bang có quyền đơn phương ly khai hay không. Câu hỏi này vẫn từng là một câu hỏi gây chia rẽ và khó khăn cho đến lúc Nội chiến Hoa Kỳ. Năm 1860 và 1861, mười một tiểu bang miền Nam ly khai nhưng chúng bị đưa trở lại liên bang trong suốt thời kỳ được gọi là "Thời đại Tái thiết" sau khi chúng bại trận trong Nội chiến Hoa Kỳ. Chính phủ liên bang chưa bao giờ công nhận sự ly khai của bất cứ tiểu bang nổi loạn nào. Sau Nội chiến Hoa Kỳ, Tối cao Pháp viện Hoa Kỳ, trong vụ xử Texas đối đầu White, phán quyết rằng các tiểu bang không có quyền ly khai và rằng bất cứ hành động ly khai nào cũng đều coi như không có giá trị pháp lý. Bằng cách trích dẫn phần mở đầu của Hiến pháp Hoa Kỳ là phần nói rằng Hiến pháp được viết ra với ý định "thành lập một liên bang hoàn hảo hơn" và đại diện tiếng nói của nhân dân Hoa Kỳ hữu hiệu như một nền chính trị độc nhất cũng như ngôn ngữ của Các điều khoản Hợp bang, Tối cao Pháp viện Hoa Kỳ luôn duy trì không thay đổi lập trường rằng các tiểu bang không có quyền ly khai. Tuy nhiên, tòa án ám thị trong cùng phán quyết rằng có thể có những thay đổi như thế xảy ra "qua cách mạng, hay qua sự ưng thuận của các tiểu bang", có nghĩa thiết thực rằng phán quyết này luôn cho rằng không có tiểu bang nào có quyền đơn phương quyết định rời liên bang.

## Thịnh vượng chung
Bốn trong số các tiểu bang của Hoa Kỳ mang danh xưng là thịnh vượng chung: Kentucky, Massachusetts, Pennsylvania, và Virginia. Tại các tiểu bang này, danh xưng "thịnh vượng chung" chỉ là cái tên lịch sử và cái tên như thế không có ảnh hưởng pháp lý gì cả. Danh xưng này có vẻ gây chút nhầm lần bởi vì các lãnh thổ của Hoa Kỳ là Quần đảo Bắc Mariana và Puerto Rico cũng được gọi là các thịnh vượng chung. Danh xưng như thế không khiến các tiểu bang vừa kể có tình trạng pháp lý khác biệt so với tình trạng pháp lý của các tiểu bang khác của Hoa Kỳ. Hai vùng quốc hải có danh xưng thịnh vượng chung (Quần đảo Bắc Mariana và Puerto Rico) là các lãnh thổ chưa hợp nhất (chưa vĩnh viễn thuộc về Hoa Kỳ: có thể giữ nguyên tình trạng chính trị hiện nay, gia nhập liên bang để trở thành tiểu bang mới hay tách rời để trở thành quốc gia độc lập) của Hoa Kỳ.

## Phân chia theo nhóm vùng

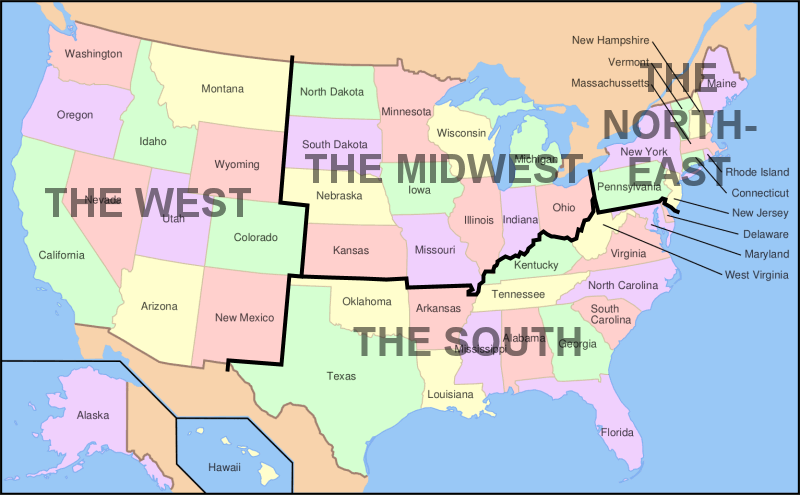
Các vùng của Cục Điều tra Dân số Hoa Kỳ:
Tây, Trung Tây, Nam và Đông Bắc.

Các tiểu bang có thể được phân nhóm thành các vùng; có vô số cách phân vùng và phân nhóm khác nhau vì đa số các tiểu bang không được xác định theo ranh giới văn hóa hay địa lý rõ rệt nào. Để biết thêm chi tiết về các vùng của Hoa Kỳ, xin xem Danh sách các vùng của Hoa Kỳ.

## Danh sách tiểu bang Hoa Kỳ
Bản sau đây liệt kê từng tiểu bang trong số 50 tiểu bang của Hoa Kỳ cùng với các số liệu và thông tin:
1. Tên tiểu bang
2. Cách phát âm tên thường gọi của tiểu bang theo chuẩn của Bảng mẫu tự phiên âm quốc tế
3. Các viết tắt tên tiểu bang bằng hai chữ cái của Cục Bưu điện Hoa Kỳ[18]
(được dựa theo chuẩn ISO 3166-2, mã số phân cấp hành chính quốc gia)
4. Hình cờ chính thức của tiểu bang
5. Hình huy hiệu chính thức của tiểu bang
6. Ngày tiểu bang chấp thuận thông qua Hiến pháp Hoa Kỳ hay được nhận vào liên bang Hoa Kỳ
7. Tổng diện tích mặt đất và mặt nước của tiểu bang
8. Dân số tiểu bang theo Điều tra dân số Hoa Kỳ năm 2010, tính đến ngày 1 tháng 4, năm 2010[19]
9. Thủ phủ tiểu bang
10. Nơi hợp nhất hay Nơi ấn định cho điều tra dân số đông dân nhất trong tiểu bang tính đến ngày 1 tháng 7 năm 2008 như được Cục Điều tra Dân số Hoa Kỳ ước tính[20]

| Tên            | Cách phát âm       | Tên viết tắt | Cờ | Huy hiệu | Ngày                 | Diện tích (dặm vuông)                 | Dân số (2010) | Thủ phủ        | Thành phố đông dân nhất |
| -------------- | ------------------ | ------------ | -- | -------- | -------------------- | ------------------------------------- | ------------- | -------------- | ----------------------- |
| Alabama        | /ˌæləˈbæmə/        | AL           |    |          | 14 tháng 12 năm 1819 | 52.419 dặm vuông Anh (135.765 km2)    | 4.779.736     | Montgomery     | Birmingham              |
| Alaska         | /əˈlæskə/          | AK           |    |          | 3 tháng 1 năm 1959   | 663.267 dặm vuông Anh (1.717.854 km2) | 710.231       | Juneau         | Anchorage               |
| Arizona        | /ˌɛərɪˈzoʊnə/      | AZ           |    |          | 14 tháng 2 năm 1912  | 113.998 dặm vuông Anh (295.254 km2)   | 6.392.017     | Phoenix        | Phoenix                 |
| Arkansas       | /ˈɑːrkənsɔː/       | AR           |    |          | 15 tháng 6 năm 1836  | 52.897 dặm vuông Anh (137.002 km2)    | 2.915.918     | Little Rock    | Little Rock             |
| California     | /ˌkæl.ɪˈfɔɹ.njə/   | CA           |    |          | 9 tháng 9 năm 1850   | 163.700 dặm vuông Anh (423.970 km2)   | 37.253.956    | Sacramento     | Los Angeles             |
| Colorado       | /ˌkɒləˈrædoʊ/      | CO           |    |          | 1 tháng 8 năm 1876   | 104.185 dặm vuông Anh (269.837 km2)   | 5.029.196     | Denver         | Denver                  |
| Connecticut    | /kəˈnɛtɪkət/       | CT           |    |          | 9 tháng 1 năm 1788   | 5.543 dặm vuông Anh (14.356 km2)      | 3.574.097     | Hartford       | Bridgeport              |
| Delaware       | /ˈdɛləwɛər/        | DE           |    |          | 7 tháng 12 năm 1787  | 2.491 dặm vuông Anh (6.452 km2)       | 897.934       | Dover          | Wilmington              |
| Florida        | /ˈflɒɹ.ɪ.də/       | FL           |    |          | 3 tháng 3 năm 1845   | 65.755 dặm vuông Anh (170.304 km2)    | 18.801.310    | Tallahassee    | Jacksonville            |
| Georgia        | /ˈdʒɔɹ.dʒə/        | GA           |    |          | 2 tháng 1 năm 1788   | 59.425 dặm vuông Anh (153.909 km2)    | 9.687.653     | Atlanta        | Atlanta                 |
| Hawaii         | /həˈwaɪ(j)i/       | HI           |    |          | 21 tháng 8 năm 1959  | 10.931 dặm vuông Anh (28.311 km2)     | 1.360.301     | Honolulu       | Honolulu                |
| Idaho          | /ˈaɪdəhəʊ          | ID           |    |          | 3 tháng 7 năm 1890   | 83.642 dặm vuông Anh (216.632 km2)    | 1.567.582     | Boise          | Boise                   |
| Illinois       | /ˌɪləˈnɔɪ/         | IL           |    |          | 3 tháng 12 năm 1818  | 54.826 dặm vuông Anh (141.998 km2)    | 12.830.632    | Springfield    | Chicago                 |
| Indiana        | /ˌɪndiˈænə/        | IN           |    |          | 11 tháng 12 năm 1816 | 36.418 dặm vuông Anh (94.321 km2)     | 6.483.802     | Indianapolis   | Indianapolis            |
| Iowa           | /ˈaɪəwə/           | IA           |    |          | 28 tháng 12 năm 1846 | 56.272 dặm vuông Anh (145.743 km2)    | 3.046.355     | Des Moines     | Des Moines              |
| Kansas         | /ˈkæn.zəs/         | KS           |    |          | 29 tháng 1 năm 1861  | 82.277 dặm vuông Anh (213.096 km2)    | 2.853.118     | Topeka         | Wichita                 |
| Kentucky       | /kənˈtʌki/         | KY           |    |          | 1 tháng 6 năm 1792   | 40.409 dặm vuông Anh (104.659 km2)    | 4.339.367     | Frankfort      | Louisville              |
| Louisiana      | /luːˌiːziˈænə/     | LA           |    |          | 30 tháng 4 năm 1812  | 52.271 dặm vuông Anh (135.382 km2)    | 4.533.372     | Baton Rouge    | New Orleans             |
| Maine          | /meɪn/             | ME           |    |          | 15 tháng 3 năm 1820  | 35.385 dặm vuông Anh (91.646 km2)     | 1.328.361     | Augusta        | Portland                |
| Maryland       | /ˈmɛəɹɪlənd/       | MD           |    |          | 28 tháng 4 năm 1788  | 12.407 dặm vuông Anh (32.133 km2)     | 5.773.552     | Annapolis      | Baltimore               |
| Massachusetts  | /ˌmæsəˈtʃuːsɪts/   | MA           |    |          | 6 tháng 2 năm 1788   | 10.554 dặm vuông Anh (27.336 km2)     | 6.547.629     | Boston         | Boston                  |
| Michigan       | /ˈmɪʃɪɡən/         | MI           |    |          | 26 tháng 1 năm 1837  | 97.990 dặm vuông Anh (253.793 km2)    | 9.883.640     | Lansing        | Detroit                 |
| Minnesota      | /ˌmɪnɪˈsoʊtə/      | MN           |    |          | 11 tháng 5 năm 1858  | 86.943 dặm vuông Anh (225.181 km2)    | 5.303.925     | Saint Paul     | Minneapolis             |
| Mississippi    | /ˌmɪsɪˈsɪpi/       | MS           |    |          | 10 tháng 12 năm 1817 | 48.434 dặm vuông Anh (125.443 km2)    | 2.967.297     | Jackson        | Jackson                 |
| Missouri       | mɪˈzʊɹ.i/          | MO           |    |          | 10 tháng 8 năm 1821  | 69.704 dặm vuông Anh (180.533 km2)    | 5.988.927     | Jefferson City | Kansas City             |
| Montana        | mɪˈzʊɹ.i/          | MT           |    |          | 8 tháng 11 năm 1889  | 147.165 dặm vuông Anh (381.156 km2)   | 989.415       | Helena         | Billings                |
| Nebraska       | /nəˈbɹæskə/        | NE           |    |          | 1 tháng 3 năm 1867   | 77.420 dặm vuông Anh (200.520 km2)    | 1.826.341     | Lincoln        | Omaha                   |
| Nevada         | /nɪˈvɑdə/          | NV           |    |          | 31 tháng 10 năm 1864 | 110.567 dặm vuông Anh (286.367 km2)   | 2.700.551     | Carson City    | Las Vegas               |
| New Hampshire  | /nuːˈhæmpʃər/      | NH           |    |          | 21 tháng 6 năm 1788  | 9.350 dặm vuông Anh (24.217 km2)      | 1.316.470     | Concord        | Manchester              |
| New Jersey     | /nuːˈdʒɝzi/        | NJ           |    |          | 18 tháng 12 năm 1787 | 8.729 dặm vuông Anh (22.608 km2)      | 8.791.894     | Trenton        | Newark                  |
| New Mexico     | /nu ˈmɛk.si.koʊ/   | NM           |    |          | 6 tháng 1 năm 1912   | 121.697 dặm vuông Anh (315.194 km2)   | 2.059.179     | Santa Fe       | Albuquerque             |
| New York       | /nu ˈjɔɹk/         | NY           |    |          | 26 tháng 7 năm 1788  | 54.556 dặm vuông Anh (141.299 km2)    | 19.378.102    | Albany         | Thành phố New York      |
| North Carolina | /ˌnɔɹθ kɛɹəˈlaɪnə/ | NC           |    |          | 21 tháng 11 năm 1789 | 53.865 dặm vuông Anh (139.509 km2)    | 9.535.483     | Raleigh        | Charlotte               |
| North Dakota   | /ˈnɔɹθ dəˈkoʊ.tə/  | ND           |    |          | 2 tháng 11 năm 1889  | 70.762 dặm vuông Anh (183.272 km2)    | 672.591       | Bismarck       | Fargo                   |
| Ohio           | /oʊˈhaɪoʊ/         | OH           |    |          | 1 tháng 3 năm 1803   | 44.825 dặm vuông Anh (116.096 km2)    | 11.536.504    | Columbus       | Columbus                |
| Oklahoma       | /ˌoʊk.ləˈhoʊ.mə/   | OK           |    |          | 16 tháng 11 năm 1907 | 69.960 dặm vuông Anh (181.195 km2)    | 3.751.351     | Oklahoma City  | Oklahoma City           |
| Oregon         | /ˈɔɹɪɡən/          | OR           |    |          | 14 tháng 2 năm 1859  | 98.466 dặm vuông Anh (255.026 km2)    | 3.831.074     | Salem          | Portland                |
| Pennsylvania   | /ˌpɛnsɪlˈveɪni.ə/  | PA           |    |          | 12 tháng 12 năm 1787 | 46.055 dặm vuông Anh (119.283 km2)    | 12.702.379    | Harrisburg     | Philadelphia            |
| Rhode Island   | /ˌɹoʊd ˈaɪ.lənd/   | RI           |    |          | 29 tháng 5 năm 1790  | 1.210 dặm vuông Anh (3.140 km2)       | 1.052.567     | Providence     | Providence              |
| South Carolina | /ˌsaʊθ kɛɹəˈlaɪnə/ | SC           |    |          | 23 tháng 5 năm 1788  | 32.020 dặm vuông Anh (82.931 km2)     | 4.625.364     | Columbia       | Columbia                |
| South Dakota   | /ˈsaʊθ dəˈkoʊ.tə/  | SD           |    |          | 2 tháng 11 năm 1889  | 77.184 dặm vuông Anh (199.905 km2)    | 814.180       | Pierre         | Sioux Falls             |
| Tennessee      | /ˌtɛn.əˈsi/        | TN           |    |          | 1 tháng 6 năm 1796   | 42.181 dặm vuông Anh (109.247 km2)    | 6.346.105     | Nashville      | Memphis                 |
| Texas          | /ˈtɛk.səs/         | TX           |    |          | 29 tháng 12 năm 1845 | 268.820 dặm vuông Anh (696.241 km2)   | 25.145.561    | Austin         | Houston                 |
| Utah           | /ˈjuːˌtɑː/         | UT           |    |          | 4 tháng 1 năm 1896   | 84.899 dặm vuông Anh (219.887 km2)    | 2.763.885     | Salt Lake City | Salt Lake City          |
| Vermont        | /vɚˈmɑnt/          | VT           |    |          | 4 tháng 3 năm 1791   | 9.623 dặm vuông Anh (24.923 km2)      | 625.741       | Montpelier     | Burlington              |
| Virginia       | /vɚˈdʒɪn.jə/       | VA           |    |          | 25 tháng 6 năm 1788  | 42.774 dặm vuông Anh (110.785 km2)    | 8.001.024     | Richmond       | Virginia Beach          |
| Washington     | /ˈwɑʃɪŋtən/        | WA           |    |          | 11 tháng 11 năm 1889 | 71.362 dặm vuông Anh (184.827 km2)    | 6.724.540     | Olympia        | Seattle                 |
| West Virginia  | /ˈwɛst vɚˈdʒɪn.jə/ | WV           |    |          | 20 tháng 6 năm 1863  | 24.230 dặm vuông Anh (62.755 km2)     | 1.852.994     | Charleston     | Charleston              |
| Wisconsin      | /wəˈskɑnsən/       | WI           |    |          | 29 tháng 5 năm 1848  | 65.498 dặm vuông Anh (169.639 km2)    | 5.686.986     | Madison        | Milwaukee               |
| Wyoming        | /waɪˈoʊmɪŋ/        | WY           |    |          | 10 tháng 7 năm 1890  | 97.818 dặm vuông Anh (253.348 km2)    | 563.626       | Cheyenne       | Cheyenne                |